# Grolsch 0.0%
Grolsch 0.0% is een Nederlands alcoholvrij pils van het merk Grolsch. Het bier wordt gebrouwen sinds 2017 in Enschede door Grolsch. Grolsch 0.0% vervangt het alcoholarme Grolsch Stender (0,5% alcohol). Tegelijkertijd werden Grolsch Stender Lemon & Lime en Stender Red Orange vervangen door Grolsch 0,0% Radler Limoen en Grolsch 0,0% Radler Ice Tea Perzik.
De ingrediënten voor het bier zijn: water, gerstemout en twee soorten hop.